# Quintanilla de Onsoña
Quintanilla de Onsoña je španělská obec v provincii Palencia autonomního společenství Kastilie a León. Místo se nachází v nadmořské výšce 886 m nad mořem a žije zde 180 obyvatel.